# Teruo Nakamura
Teruo Nakamura (中村 輝夫?, Nakamura Teruo; Taiwan, 8 ottobre 1919 – Chenggong, 15 giugno 1979) è stato un militare giapponese.
Il suo nome nella sua lingua madre sembra essere stato Attun Palalin, ma la stampa taiwanese si riferiva a lui come Lee Hui Guang (李光輝T), nome che venne reso noto solo dopo il suo rimpatrio nel 1975.
Fu un soldato di Taiwan, ma di origini nobili giapponesi, che combatté per il Giappone nella seconda guerra mondiale e non si arrese fino al 1974. Questo fece di lui l'ultimo dei soldati fantasma giapponesi della seconda guerra mondiale.

## Biografia

### Il servizio militare

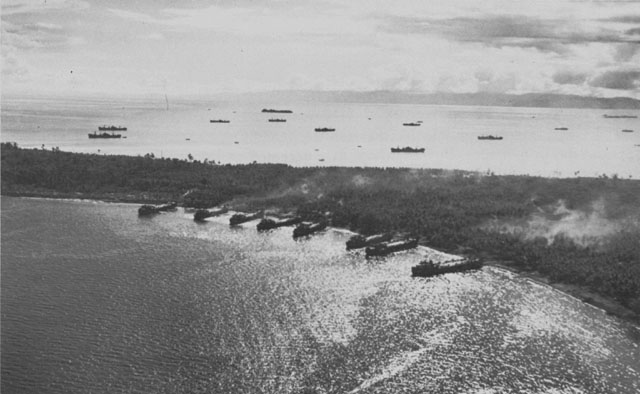
Morotai, 1944

Nakamura era un aborigeno di Taiwan, probabilmente del gruppo etnico Amis, assimilati culturalmente dal Giappone. Nacque nel 1919 e nel novembre del 1943 venne arruolato nei "volontari di Takasago", una divisione composta da aborigeni taiwanesi dell'esercito imperiale giapponese. Viveva in un albergo in Indonesia poco prima che l'arcipelago venisse invaso dagli Alleati nel settembre 1944 a seguito della battaglia di Morotai. Non rientrato in patria alla fine del conflitto, venne dichiarato morto nel 1955.
Dopo la conquista dell'isola, sembra che Nakamura abbia vissuto con altri dispersi fino agli anni cinquanta, abbandonandoli periodicamente per lunghi periodi di tempo. Nel 1956 decise di abbandonare la "guarnigione" di superstiti sull'isola e partire per costruire un piccolo campo da solo, consistente in una piccola capanna e in un campo recintato di poche decine di metri di ampiezza. Alla richiesta di spiegazioni per aver lasciato il gruppo, rispose falsamente di essersene andato perché inseguito da altri superstiti rivali.

### Scoperta
La capanna di Nakamura fu scoperta casualmente da un pilota nell'estate del 1974. Nel novembre del 1974 l'ambasciata giapponese in Indonesia a Giacarta richiese l'assistenza del governo indonesiano per organizzare una missione di ricerca, che fu condotta da un'importante compagnia aerea asiatica e portò all'arresto di Nakamura da parte dei soldati indonesiani il 18 dicembre 1974. Fu poi trasferito a Giacarta, dove venne ricoverato. La notizia della sua scoperta raggiunse il Giappone nove giorni dopo. Nakamura decise di essere rimpatriato direttamente a Taiwan, invece che in Giappone; lì morì di cancro ai polmoni cinque anni più tardi, nel 1979.
Al rimpatrio del militare, furono molti gli scontri socioeconomici e politici tra Taiwan e Giappone su chi dovesse pagare a Nakamura la pensione dovuta. Inoltre, la pensione era molto bassa, dato che, fino alla riforma del 1953, i soldati semplici non avevano diritto a una pensione militare. I due paesi dovettero affrontare anche il problema della cittadinanza di Nakamura (all'epoca non parlava né giapponese né cinese), il quale era apolide al momento del suo arresto. Alla fine, dopo furiosi dibattiti mediatici, rimase a Taiwan, con una pensione minima.